# ロートレック
ロートレック (Lautrec) は、フランス南部タルヌ県のコミューン（基礎自治体）である。
「フランスの最も美しい村」の1つに選ばれている。